# 栄養学科
栄養学科（えいようがっか、英称：Department of Nutrition / Division of Nutrition）は、栄養学に関する分野を教育研究する、大学及び専修学校の学科のひとつ。

## 栄養学科を置く大学・学部
- 青森県立保健大学 健康科学部（1999年度～）
- 千葉県立保健医療大学 健康科学部（1981年度～）（前身の千葉県立衛生短期大学から）
- 神奈川県立保健福祉大学 保健福祉学部（1945年度～）（前身の神奈川県立栄養士養成所から）
- 静岡県立大学 食品栄養科学部（1987年度～）
- 岡山県立大学 保健福祉学部（1993年度～）
- 山口県立大学 看護栄養学部（1950年度～）（前身の山口女子短期大学から）
- 名寄市立大学 保健福祉学部（1960年度～）（前身の名寄女子短期大学から）
- 天使大学 看護栄養学部（1949年度～）（前身の天使女子栄養学院から）
- 桐生大学 医療保健学部（2008年度～）
- 日本女子大学 食科学部（2025年度～）
- 淑徳大学 看護栄養学部（2012年度～）
- 甲子園大学 栄養学部（1967年度～）
- 神戸学院大学 栄養学部（1955年度～）（前身の神戸森女子短期大学から）
- 九州女子大学 家政学部（1962年度～）
- 西南女学院大学 保健福祉学部（2002年度～）
- 札幌保健医療大学　保健医療学部（2017年度～）
- くらしき作陽大学 食文化学部
- 千里金蘭大学 栄養学部（2023年度～）

## 栄養学科と類似する学科名称
国公立
- 徳島大学 医学部 医科栄養学科
- 山形県立米沢栄養大学 健康栄養学部 健康栄養学科
- 滋賀県立大学 人間文化学部 生活栄養学科
- 高知県立大学 健康栄養学部 健康栄養学科

私立
- 東日本
- 藤女子大学 人間生活学部 食物栄養学科
- 北海道文教大学 人間科学部 健康栄養学科
- 尚絅学院大学 総合人間科学部 健康栄養学科
- 仙台白百合女子大学 人間学部 健康栄養学科
- 東北生活文化大学 家政学部 家政学科 健康栄養学専攻
- 仙台大学 体育学部 運動栄養学科
- 郡山女子大学 家政学部 食物栄養学科
- 新潟医療福祉大学 健康科学部 健康栄養学科
- 高崎健康福祉大学 健康福祉学部 健康栄養学科
- 東洋大学 食環境科学部 健康栄養学科
- 常磐大学 人間科学部 健康栄養学科
- つくば国際大学 医療保健学部 保健栄養学科
- 十文字学園女子大学 人間生活学部 食物栄養学科
- 人間総合科学大学 人間科学部 健康栄養学科
- 城西大学 薬学部 医療栄養学科
- 帝京平成大学 健康メディカル学部 健康栄養学科
- 東京農業大学 応用生物科学部 栄養科学科 食品栄養学専攻/管理栄養士専攻
- 東京農業大学 応用生物科学部 食品安全健康学科
- 東京家政学院大学 現代生活学部 健康栄養学科
- 東京医療保健大学 医療保健学部 医療栄養学科
- 共立女子大学 家政学部 食物栄養学科
- 駒沢女子大学 人間健康学部 健康栄養学科
- 昭和女子大学 生活科学部 管理栄養学科
- 相模女子大学 栄養科学部 健康栄養学科
- 文教大学 健康栄養学部 管理栄養学科
- 関東学院大学 人間環境学部 健康栄養学科
- 神奈川工科大学 応用バイオ科学部 栄養生命科学科
- 松本大学 人間健康学部 健康栄養学科
- 山梨学院大学 健康栄養学部 管理栄養学科
- 常葉大学 健康プロデュース学部 健康栄養学科
- 東海学院大学 健康福祉学部 医療栄養学科

- 西日本
- 岐阜女子大学 家政学部 健康栄養学科
- 名古屋経済大学 人間生活科学部 管理栄養学科
- 名古屋文理大学 健康生活学部 健康栄養学科
- 名古屋女子大学 家政学部 食物栄養学科
- 愛知学院大学 心身科学部 健康栄養学科
- 愛知学泉大学 家政学部 家政学科 管理栄養士専攻
- 椙山女学園大学 生活科学部 管理栄養学科
- 東海学園大学 健康栄養学部 管理栄養学科
- 金城学院大学 生活環境学部 食環境栄養学科
- 中部大学 応用生物学部 食品栄養科学科 管理栄養科学専攻/食品栄養科学専攻
- 修文大学 健康栄養学部 管理栄養学科
- 至学館大学 健康科学部 栄養科学科
- 鈴鹿医療科学大学 保健衛生学部 医療栄養学科
- 東海学院大学 健康福祉学部 管理栄養学科
- 仁愛大学 人間生活学部 健康栄養学科
- 同志社女子大学 生活科学部 食物栄養科学科
- 京都光華女子大学 健康科学部 健康栄養学科
- 京都女子大学 家政学部 食物栄養学科
- 畿央大学 健康科学部 健康栄養学科
- 奈良女子大学 生活環境学部 食物栄養学科
- 京都女子大学 家政学部 食物栄養学科
- 大阪樟蔭女子大学 健康栄養学部 健康栄養学科
- 帝塚山学院大学 人間科学部 食物栄養学科
- 相愛大学 人間発達学部 発達栄養学科
- 神戸女子大学 健康福祉学部 健康スポーツ栄養学科
- 園田学園女子大学 人間健康学部 食物栄養学科
- 武庫川女子大学 生活環境学部 食物栄養学科
- 兵庫大学 健康科学部 栄養マネジメント学科
- 関西福祉科学大学 健康福祉学部 福祉栄養学科
- 奈良女子大学 生活環境学部	食物栄養学科
- 岡山学院大学 人間生活学部 食物栄養学科
- 川崎医療福祉大学 医療技術学部 臨床栄養学科
- 広島女学院大学 人間生活学部 管理栄養学科
- 広島文教女子大学 人間科学部 人間栄養学科
- 福山大学 生命工学部 生命栄養科学科
- 安田女子大学 家政学部 管理栄養学科
- 中国学園大学 現代生活学部	人間栄養学科
- 東亜大学 医療学部 健康栄養学科
- 徳島文理大学 人間生活学部 食物栄養学科
- 九州栄養福祉大学 食物栄養学部 食物栄養学科
- 中村学園大学 栄養科学部 栄養科学科
- 西九州大学 健康栄養学部 健康栄養学科
- 長崎国際大学 健康管理学部 健康栄養学科
- 尚絅大学 生活科学部 栄養科学科
- 南九州大学 健康栄養学部 管理栄養学科
- 鹿児島純心女子大学 看護栄養学部 健康栄養学科

## 栄養学科と類似する課程
管理栄養士養成課程
- 神戸女子大学 家政学部 管理栄養士養成課程
- 四国大学 生活科学部 管理栄養士養成課程

その他
- 酪農学園大学 農食環境学群 食と健康学類
- 和洋女子大学 家政学群 健康栄養学類　健康栄養学専攻
- 大妻女子大学 家政学部 食物学科 管理栄養士専攻
- 実践女子大学 生活科学部 食生活科学科 管理栄養士専攻/健康栄養専攻
- 神戸松蔭女子学院大学 人間科学部 生活学科 食物栄養専攻
- 美作大学 生活科学部 食物学科
- 食品栄養学科